# Aeródromo de Chacarita
El aeródromo de Chacarita (IATA: JAP, OACI: MRCH) es un aeródromo costarricense que sirve a la ciudad de Chacarita en la provincia de Puntarenas. El aeródromo está localizado al este de la ciudad de Puntarenas en el centro de Chacarita al norte de la ruta 17.
La pista de aterrizaje está ubicada paralela a la costa del golfo de Nicoya, a 300 metros de la costa. El VOR-DME de El Coco (Ident: TIO) está localizado a 59 kilómetros al este del aeródromo.